# Си, Санаси
Санаси Махамаду Си (фр. Sanasi Mahamadou Sy; род. 4 апреля 1999, X округ Парижа) — французский футболист, защитник клуба «Салернитана». 

## Клубная карьера
Си — воспитанник клубов «Париж» и «Амьен». 27 января 2019 года в матче против «Лиона» он дебютировал в Лиге 1 в составе последнего. В том же году для получения игровой практики Си на правах аренды перешёл в бельгийский «Роял Юнион Тюбиз-Брен». 3 февраля в матче против «Беерсхота» он дебютировал в бельгийской Челлендж-лиге. После окончания аренды Санаси вернулся в «Амьен». 22 августа 2020 года в матче против «Нанси» он дебютировал в Лиге 2.
В начале 2021 года Си перешёл в итальянскую «Салернитану». 13 февраля в матче против «Виченцы» он дебютировал в итальянской Серии B. Летом 2021 года Санаси на правах аренды перешёл в «Козенцу». 22 августа в матче против «Асколи» он дебютировал за новый клуб. По итогам сезона он помог клубу выйти в элиту. По окончании аренды Си вернулся в «Салернитану».